# Notiosorex cockrumi
Notiosorex cockrumi is een zoogdier uit de familie van de spitsmuizen (Soricidae). De wetenschappelijke naam van de soort werd voor het eerst geldig gepubliceerd door Baker, O'Neill & McAliley in 2003.

## Voorkomen
De soort komt voor in Mexico en de Verenigde Staten.